# Kruisproef
Bij de "volledige" kruisproef of de zogenoemde “Type en Screen-methode” wordt de AB0-bloedgroep van patiënt en donor met een in-vitrotest gecontroleerd, of moet de compatibiliteit van de AB0-bloedgroep door een "korte" kruisproef van patiëntenserum/plasma en donorerytrocyten in zoutoplossing worden gecontroleerd.
Treedt hierbij samenklontering op (door aanwezigheid van antistoffen in een van beide sera gericht tegen cellen van de andere persoon) dan is bloedtransfusie niet mogelijk.
Een volledige kruisproef (inclusief antiglobuline-fase) is altijd nodig bij: 
- pasgeborenen (tot de leeftijd van 3 maanden); er dient altijd (ook) gekruist te worden met het serum/plasma van de moeder;
- patiënten bij wie (ooit) klinisch relevante irregulaire erytrocytenantistoffen werden aangetoond;
- ontvangers van orgaantransplantaten tot 3 maanden na transplantatie;
- patiënten na allogene stamceltransplantatie;
- intra-uteriene transfusies;
- patiënten met aangeboren of verworven afwijkingen in de erytropoëse waarvoor frequent transfusies van erytrocyten moeten worden gegeven (bijvoorbeeld thalassaemia major en (congenitale) hypoplastische anemie).